# Бартенєв Петро Іванович
Бартенєв Петро Іванович (13 жовтня 1829 — 4 листопада 1912) — російський історик, бібліограф і археограф. Видавець і редактор журналу «Русский архив».
Ще будучи студентом, він виявляв зацікавленість до літературних досліджень, зокрема зайнявся складанням «Словаря к памятникам русской письменности до XIII века». На нього звернув увагу відомий дослідник російської історії М. П. Погодін.
В цей час він близько познайомився з другом А. С. Пушкіна П. П. Нащокіним. Це знайомство дало йому змогу розпочати діяльність на літературно-журнальній ниві. У Нащокіна зберігались листи поета. Бартенєв отримав дозвіл опублікувати їх і надіслав копії з них М. П. Погодіну для журналу «Московитянин», де вона і з'явились в 1851 році під заголовком «Отрывки из писем Пушкина к П. В. Нащокину».
Залишивши педагогічну ниву, Бартенєв повністю посвятий себе журнальній і літературній діяльності. Так, йому випало бути помічником А. І. Кошелєва при виданні «Русской беседы», відати Чертковською бібліотекою (1859—1873 рр.) і надрукувати її каталог, видавати «Записки Г. Р. Державина» з літературними та історичними примітками (1860 р.), перекласти з німецької «Історію Німеччини» Кольрауша (1860 р.).
Склав цілий ряд довідкових покажчиків до періодичних видань — «Московитянин», «Чтения общества истории», «Русский Вестник», «Русская беседа», «Московские сборники» и «Библиографические записки».
Робота в сфері російської історії, письменства і бібліографії, літературні зв'язки, викликали у Бартенєва бажання видавати власний журнал і у 1863 році він почав видавати «Русский Архив». В цьому журналі за час його існування була надрукована велика кількість цінного історичного та літературного матеріалу (невидані наказі, документі, листи, мемуари, літературні твори, спогади)
З Тарасом Шевченком познайомився у М. Максимовича 25 березня 1858. За допомогою Бартенєва в Москві розшукано список частини «Єретика». У листі до М. Максимовича 5 квітня 1858 Шевченко дякував за це Бартенєву. «Русский архив» і його редактори відіграли помітну роль у збиранні та публікації шевченківських матеріалів.

## Праці
- переклад з Ріттера «Географическое распространение кофейного дерева»
- «О сочинениях В. А. Жуковского»
- «Род и детство Пушкина»
- «Материалы для биографии Пушкина»
- історико-біографічний нарис «Я. И. Булгаков»(1856 г.)
- «Собрание писем царя Алексея Михайловича» (1856 г.)
- «История Сербии» Ранке, перевод с немецкого (1857 г.; второе издание 1876 г.)
- «Пушкин в южной России» (1862 р.)
- Осмнадцатый век: исторический сборник: в 4-х кн. Москва: типография Т. Рис, 1869. Кн. 3, С. 269—279 (XVII. О курляндце Отто Германе фон Ховен) Кн. 3.